# Miedź Legnica
Miedź Legnica é um time polonês de futebol profissional da cidade de Legnica, que joga na Ekstraklasa, a primeira divisão da liga polonesa.

## História
O clube foi fundado em 1971. Em 2018, o time conseguiu a qualificação para a primeira divisão polonesa pela primeira vez. Após 3 anos na 1ª divisão, a equipe foi rebaixada, conseguindo o acesso na temporada 2021-22 depois de vencerem a 2ª divisão.

## Títulos
- I Liga (Pierwsza liga)
  - (1): 2017/18, 2021/22.

- Copa da Polônia (Puchar Polski)
  - Títulos (1): 1991/92.

- Supercopa da Polônia (Superpuchar Polski)
  - Títulos (1): 1992